# Amphilogia
Amphilogia — рід грибів родини Cryphonectriaceae. Назва вперше опублікована 2005 року.

## Класифікація
До роду Amphilogia відносять 2 види:
- Amphilogia gyrosa
- Amphilogia major